# جدال در کویر
جدال در کویر فیلمی به کارگردانی و نویسندگی داوود ملاپور محصول سال ۱۳۵۱ است.

## خلاصه داستان
یک قاچاقچی خارجی (مجید شهباز) و همکارش سوزان (لی لی) برای تحویل دادن جنس قاچاق به گروه خریدار کویر خشک و سوزانی را انتخاب می‌کنند...

## بازیگران
- لی‌لی
- محسن آراسته
- غلامرضا سرکوب
- مجید شهباز
- فریدون نریمان
- قربانی
- هوشنگ اوج
- حجت
- فرامرز محمودی
- مانی
- علی گل محمد
- حسن رضایی
- مرتضی حدیقی